# Vétraz-Monthoux
Vétraz-Monthoux és un municipi francès situat al departament de l'Alta Savoia i a la regió d'Alvèrnia-Roine-Alps. L'any 2007 tenia 6.262 habitants.

## Demografia

### Població
El 2007 la població de fet de Vétraz-Monthoux era de 6.262 persones. Hi havia 2.517 famílies de les quals 736 eren unipersonals (340 homes vivint sols i 396 dones vivint soles), 784 parelles sense fills, 841 parelles amb fills i 156 famílies monoparentals amb fills.
La població ha evolucionat segons el següent gràfic:
Habitants censats

### Habitatges
El 2007 hi havia 2.893 habitatges, 2.579 eren l'habitatge principal de la família, 102 eren segones residències i 212 estaven desocupats. 1.717 eren cases i 1.163 eren apartaments. Dels 2.579 habitatges principals, 1.693 estaven ocupats pels seus propietaris, 800 estaven llogats i ocupats pels llogaters i 86 estaven cedits a títol gratuït; 67 tenien una cambra, 365 en tenien dues, 478 en tenien tres, 552 en tenien quatre i 1.117 en tenien cinc o més. 2.273 habitatges disposaven pel capbaix d'una plaça de pàrquing. A 1.180 habitatges hi havia un automòbil i a 1.250 n'hi havia dos o més.

### Piràmide de població
La piràmide de població per edats i sexe el 2009 era:
| Homes | Edats   | Dones |
| ----- | ------- | ----- |
| 0     | 95 o +  | 12    |
| 8     | 90 a 94 | 24    |
| 24    | 85 a 89 | 40    |
| 24    | 80 a 84 | 24    |
| 72    | 75 a 79 | 104   |
| 76    | 70 a 74 | 64    |
| 112   | 65 a 69 | 116   |
| 100   | 60 a 64 | 148   |
| 148   | 55 a 59 | 140   |
| 260   | 50 a 54 | 248   |
| 204   | 45 a 49 | 208   |
| 148   | 40 a 44 | 228   |
| 204   | 35 a 39 | 228   |
| 180   | 30 a 34 | 168   |
| 168   | 25 a 29 | 208   |
| 112   | 20 a 24 | 116   |
| 180   | 15 a 19 | 184   |
| 164   | 10 a 14 | 152   |
| 200   | 5 a 9   | 184   |
| 204   | 0 a 4   | 92    |

## Economia
El 2007 la població en edat de treballar era de 4.291 persones, 3.156 eren actives i 1.135 eren inactives. De les 3.156 persones actives 2.925 estaven ocupades (1.544 homes i 1.381 dones) i 231 estaven aturades (109 homes i 122 dones). De les 1.135 persones inactives 274 estaven jubilades, 381 estaven estudiant i 480 estaven classificades com a «altres inactius».

### Ingressos
El 2009 a Vétraz-Monthoux hi havia 2.572 unitats fiscals que integraven 6.226 persones, la mediana anual d'ingressos fiscals per persona era de 26.205 €.

### Activitats econòmiques
Dels 240 establiments que hi havia el 2007, 5 eren d'empreses extractives, 2 d'empreses alimentàries, 4 d'empreses de fabricació de material elèctric, 1 d'una empresa de fabricació d'elements pel transport, 16 d'empreses de fabricació d'altres productes industrials, 45 d'empreses de construcció, 56 d'empreses de comerç i reparació d'automòbils, 11 d'empreses de transport, 3 d'empreses d'hostatgeria i restauració, 7 d'empreses financeres, 20 d'empreses immobiliàries, 40 d'empreses de serveis, 19 d'entitats de l'administració pública i 11 d'empreses classificades com a «altres activitats de serveis».
Dels 61 establiments de servei als particulars que hi havia el 2009, 1 era una funerària, 13 tallers de reparació d'automòbils i de material agrícola, 2 tallers d'inspecció tècnica de vehicles, 3 paletes, 16 guixaires pintors, 6 fusteries, 4 lampisteries, 4 electricistes, 1 empresa de construcció, 2 perruqueries, 3 veterinaris, 3 restaurants, 2 agències immobiliàries i 1 saló de bellesa.
Dels 12 establiments comercials que hi havia el 2009, 1 era un hipermercat, 1 un supermercat, 1 una gran superfície de material de bricolatge, 2 fleques, 2 llibreries, 1 una botiga de roba, 1 una sabateria, 1 una botiga d'electrodomèstics, 1 una botiga de mobles i 1 una joieria.
L'any 2000 a Vétraz-Monthoux hi havia 6 explotacions agrícoles.

## Equipaments sanitaris i escolars
El 2009 hi havia 2 farmàcies i 1 ambulància.
El 2009 hi havia 1 escola maternal i 3 escoles elementals. Vétraz-Monthoux disposava d'un liceu d'ensenyament general

## Poblacions més properes
El següent diagrama mostra les poblacions més properes.